# Kisertyi járás

A Kisertyi járás a Permi határterületen

A Kisertyi járás (oroszul Кишертский район) Oroszország egyik járása a Permi határterületen. Székhelye Uszty-Kiserty.

## Népesség
- 1989-ben 17 957 lakosa volt.
- 2002-ben 15 093 lakosa volt, melynek 95%-a orosz, 3%-a tatár nemzetiségű.
- 2010-ben 12 777 lakosa volt, melyből 12 029 orosz, 397 tatár stb.